# Trifidacanthus unifoliolatus
Trifidacanthus unifoliolatus có tên là cây ba chia (tên địa phương Phú Yên), ba gai. Trung Quốc gọi là tam xoa thứ (三叉刺: tạm dịch gai ba chĩa). Ở Việt Nam, cây bị gán sai và được gọi sai phổ biến thành linh sam (tức lãnh sam, là những cây thuộc họ Thông). Đây là một loài thực vật có hoa trong họ Đậu. Loài này được Merr. miêu tả khoa học đầu tiên.